# ORP Krakowiak (1918)
ORP Krakowiak − polski torpedowiec, były niemiecki A 64, jeden z pierwszych okrętów PMW.

## Historia
Okręt został zwodowany 30 marca 1918 roku w niemieckiej stoczni Vulcan-Werke A.G. w Szczecinie, w służbie niemieckiej marynarki cesarskiej był od 8 sierpnia 1918.
W 1919 roku został przyznany Polsce przez Radę Ambasadorów w ramach podziału floty niemieckiej, razem z bliźniaczymi: ORP Podhalanin i ORP Ślązak, zbliżonym ORP Kujawiak i dwoma innymi torpedowcami (ORP Mazur, ORP Kaszub). Po remoncie w Rosyth w Wielkiej Brytanii dotarł do Polski 28 września 1921. 15 października został włączony w skład Dywizjonu Torpedowców. Po próbach odbiorczych, w grudniu 1921 rozpoczął służbę w PMW.

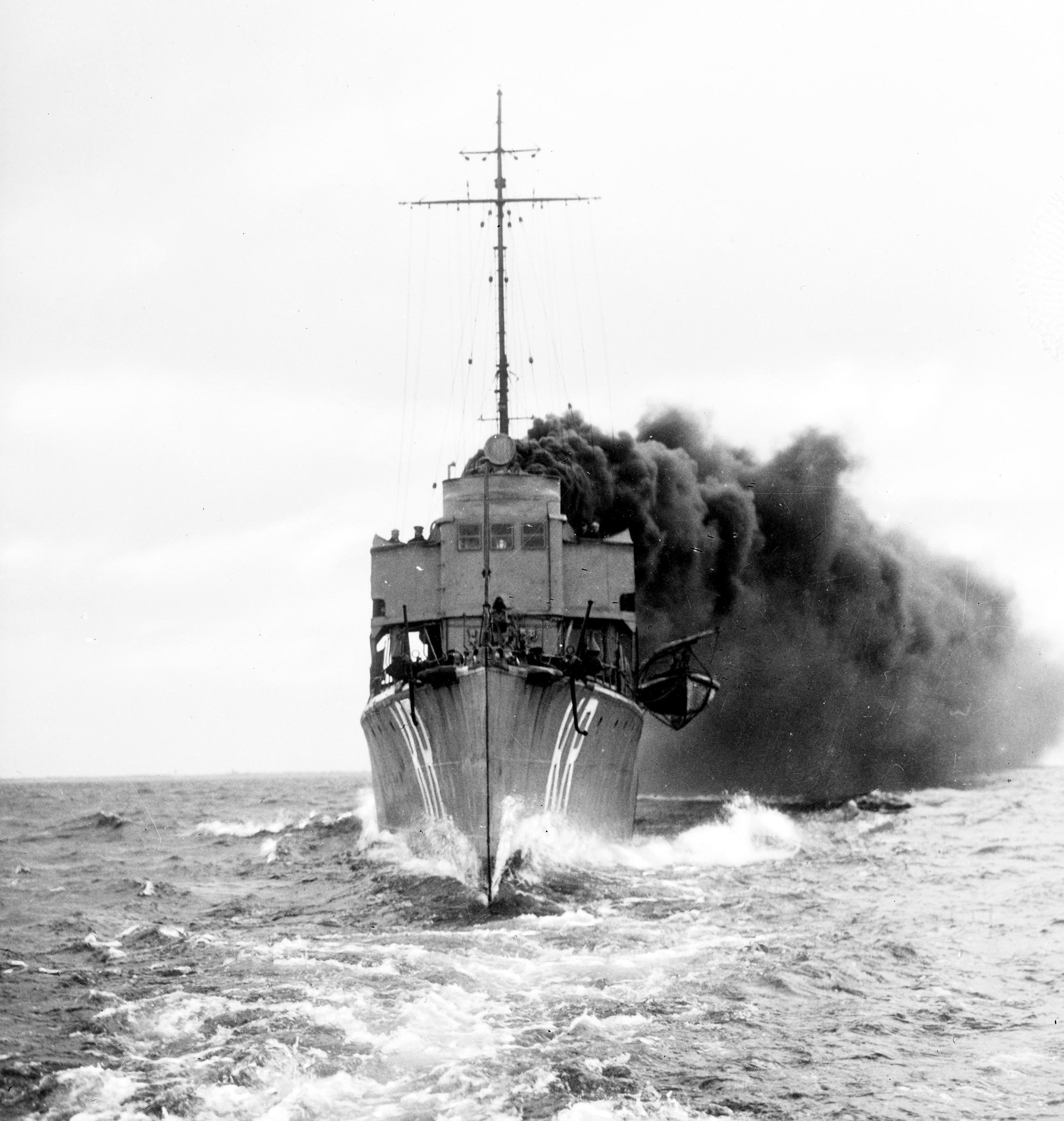
ORP „Krakowiak” od dziobu

Okręty zostały przekazane Polsce bez uzbrojenia i początkowo zostały w polskiej służbie uzbrojone w działka 47 mm. Od 1924 zamontowano na nich francuskie armaty morskie 75 mm i podwójne wyrzutnie torped kal. 450 mm. „Krakowiak” brał udział w wizytach zagranicznych polskich okrętów, m.in. w czerwcu 1923 w Libawie i Rydze, w 1929 w Kopenhadze (po drodze do tego portu okręt miał poważną awarię – łańcuch sterowy spadł z bębna i „Krakowiak” nie słuchał steru przy sztormowej pogodzie).
27 października 1936 ORP „Krakowiak” został wycofany z aktywnej służby i skreślony z listy PMW. Został złomowany prawdopodobnie w 1938.

## Dowódcy
| kmdr. ppor. Antoni Wąsowicz             | 15 października 1921 – 1923      |
| kmdr. ppor. Borys Mohuczy               | 1923                             |
| kmdr. ppor. Antoni Wąsowicz             | 1923 – czerwiec 1925             |
| ?                                       | czerwiec 1925 – 1927             |
| kpt. mar. Henryk Eibel                  | 1927 – maj 1927                  |
| ?                                       | 1927 – 1928                      |
| kpt. mar. Aleksander Mohuczy            | luty 1928 – wrzesień 1928        |
| kmdr ppor. Tadeusz Morgenstern-Podjazd  | 28 września 1928 – 29 marca 1929 |
| ?                                       | 1929 – lipiec 1929               |
| kpt. mar. Roman Stankiewicz             | lipiec 1929 – styczeń 1930       |
| kpt. mar. Stanisław Nahorski            | luty 1930 – kwiecień 1930        |
| por. mar. Jerzy Kossakowski             | kwiecień 1930 – 1931             |
| kpt. mar. Anatol Lewicki                | 1931 – 1932                      |
| kmdr ppor. dypl. Marian Majewski        | 1932 – kwiecień 1933             |
| p.o. por. mar. Zbigniew Przybyszewski   | 24 kwietnia 1933 – 22 maja 1933  |
| kmdr ppor. dypl. Jerzy Kłossowski       | maj 1933 – październik 1933      |
| kpt. mar. Romuald Gintowt-Dziewałtowski | październik 1933 – lipiec 1934   |
| ?                                       | lipiec 1934 – wrzesień 1935      |
| kpt. mar. Kazimierz Sulisz              | wrzesień 1935 – 7 marca 1936     |
| ?                                       | 1936 – 7 listopada 1936          |

## Dane taktyczno-techniczne
- Dane stoczniowe:
  - Stocznia: Stettiner Maschinenbau AG Vulcan, Szczecin (Niemcy)
  - Numer budowy: ?
  - Położenie stępki: 1917?
  - Wodowanie: 30.03.1918
  - W niemieckiej służbie: 03.08.1918
  - W polskiej służbie: 17.09.1921
  - Wycofany: 27.10.1936
- wyporność:
  - standardowa/kontraktowa: 330 ton
  - normalna: ? ton
  - pełna: 381 ton
- Wymiary:
  - długość całkowita: 61,10 m
  - długość między pionami: 60,12 m
  - szerokość maksymalna: 6,41 m
  - zanurzenie:
    - pełne: 2,24 m
    - średnie: 2,21 m
- Napęd:
  - dwa kotły wodnorurkowe typu Yarrow o ciśnieniu 18,5 atm:
    - dwa opalane ropą

  - dwie turbiny AEG Vulcan o łącznej mocy: 6500 KM
  - 2 trzyłopatowe śruby o średnicy 1,70 m
- Zapas paliwa:
  - normalny: ? ton ropy
  - maksymalny: 81 ton ropy
- Osiągi:
  - prędkość:
  - maksymalna:
    - (1921) 21 w
    - (1918) 28 w

  - ekonomiczna:
    - (1921) 15 w

  - zasięg pływania: ? Mm przy prędkości 15 w, 800 Mm przy prędkości 20 w
- Załoga:
  - (1921) – 73 ludzi w tym: 3 oficerów, 70 podoficerów i marynarzy
  - (1918) – 55 ludzi w tym: 2 oficerów, 53 podoficerów i marynarzy
- Uzbrojenie:
  - 1918 – 1919:
    - 2 działa kalibru 88 mm L/30 (2 × I)
    - 2 wyrzutnie torpedowe kalibru 450 mm (1 × II)
    - 30 min

  - 1921 – 1924:
    - 2 działa kalibru 47 mm wz. 85 Hotchkiss (2 × I)
    - 2 ckmy Maxim wz. 08 kalibru 7,92 mm (2 × I)

  - 1925 – 1936:
    - 2 działa kalibru 75 mm Schneider wz. 97 (2 × I)
    - 2 wyrzutnie torpedowe kalibru 450 mm (1 × II)
    - 2 ckmy Maxim wz. 08 kalibru 7,92 mm (2 × I)